# مارثا هاير
مارثا هاير (بالإنجليزية: Martha Hyer)‏ هي كاتبة سيناريو وممثلة أمريكية، ولدت في 10 أغسطس 1924 بفورت وورث في الولايات المتحدة، وتوفيت في 31 مايو 2014 في الولايات المتحدة. بدأت مشوارها المهني سنة 1946.

## أعمال

### أفلام
- (1954) سابرينا[5]
- (1954) مسافرون إلى النجوم
- (1965) أبناء كيتي إلدر

## ترشيحات
- جائزة الأوسكار لأفضل ممثلة مساعدة (1958)

## وصلات خارجية
- مارثا هاير على موقع IMDb (الإنجليزية)
- مارثا هاير على موقع الموسوعة البريطانية (الإنجليزية)
- مارثا هاير على موقع ألو سيني (الفرنسية)
- مارثا هاير على موقع تيرنر كلاسيك موفيز (الإنجليزية)
- مارثا هاير على موقع أول موفي (الإنجليزية)
- مارثا هاير على موقع قاعدة بيانات الأفلام السويدية (السويدية)
- مارثا هاير على موقع إن إن دي بي (الإنجليزية)
- مارثا هاير على موقع قاعدة بيانات الفيلم (الإنجليزية)
- مارثا هاير على موقع كينوبويسك (الروسية)